# Andrey Zubkov
Andreï Iourievitch Zoubkov (en russe : Андрей Юрьевич Зубков), né le 29 juin 1991, à Tcheliabinsk, en Russie, est un joueur russe de basket-ball. Il évolue au poste d'ailier.

## Biographie
En juin 2019, Zoubkov signe un contrat de trois ans avec le Zénith Saint-Pétersbourg.

## Palmarès
- Eurocoupe 2013
- Vainqueur de l'Universiade 2013
- Vainqueur de la VTB United League et champion de Russie 2021-2022